# Eisenhüttenstädter Personennahverkehr
Die Eisenhüttenstädter Personennahverkehr GmbH (EPNV) war ein Busunternehmen, welches für den öffentlichen Personennahverkehr in und um Eisenhüttenstadt zuständig war. Im Jahr 2004 wurde die EPNV durch die Busverkehr Oder-Spree GmbH übernommen und 2005 durch sie aufgelöst.

## Ehemalige Linien
| Linie | Verlauf | Bemerkungen |
| ----- | --- | ----------- |
| 440   | Eisenhüttenstadt – Neuzelle – Ossendorf – Steinsdorf |             |
| 441   | Eisenhüttenstadt – Neuzelle – Wellmitz – Coschen – Steinsdorf |             |
| 442   | Beeskow – Müllrose – Frankfurt (Oder) |             |
| 443   | Eisenhüttenstadt – Pohlitz – Müllrose – Frankfurt (Oder) |             |
| 444   | Eisenhüttenstadt – Neuzelle – Treppeln/Schwerzkow – Ossendorf |             |
| 445   | Lossow – Brieskow-Finkenheerd – Groß Lindow – Müllrose |             |
| 446   | unbekannt |             |
| 447   | Müllrose – Neubrück |             |
| 448   | Eisenhüttenstadt – Ziltendorf – Wiesenau – Brieskow-Finkenheerd |             |
| 449   | Eisenhüttenstadt – Ziltendorf – Wiesenau – Brieskow-Finkenheerd – Helenesee |             |
| 1     | Eisenhüttenstadt ZOB – Fritz-Heckert-Straße – Krankenhaus – Poststraße | Citybus     |
| 2     | Eisenhüttenstadt ZOB – Lindenalle – Lilienthalring – Inselfriedhof – Eisenbahnstraße – Friedensplatz | Citybus     |
| 453   | Eisenhüttenstadt Buchwaldstraße/Wendeschleife – Friedensplatz – Fürstenberger Straße – Straße der Republik – Karl-Marx-Straße – Krankenhaus – Maxim-Gorki-Straße – Grünstraße – EKO KWW/Wendeschleife    | Stadtbus    |
| 454   | Eisenhüttenstadt Bahnhof/Vorplatz – Fürstenberger Straße – Oderwerft – WK VI – Postamt – Mittelschleuse                                                                                                  | Stadtbus    |
| 455   | Eisenhüttenstadt Bahnhof/Glashüttenstraße – Lindenallee – Postamt – Krankenhaus – Amtsgericht – Beeskower Straße                                                                                         | Stadtbus    |
| 456   | Eisenhüttenstadt Friedensplatz – Fürstenberger Straße – Straße der Republik – WK VI – Inselfriedhof – Schrabisch Mühle – Poststraße/Mittelschleuse – Krankenhaus – Maxim-Gorki-Straße – Schönfließ – ZOB | Stadtbus    |
| 457   | Eisenhüttenstadt Bahnhof/Vorplatz – Friedensplatz – Fürstenberger Straße – Oderwerft – WK VI – Postamt – Poststraße/Mittelschleuse – Krankenhaus – Amtsgericht – Schönfließ – ZOB                        | Stadtbus    |
| 458   | Bahnhof/Vorplatz – Friedensplatz – Fürstenberger Straße – Oderwerft – WK VI – Karl-Marx-Straße – Poststraße/Mittelschleuse – Postamt – Lindenallee – EKO Straße 20/Berufsbildungszentrum – EKO QCW       | Stadtbus    |